# 斯宾瑟·海伍德
斯宾瑟·海伍德（英語：Spencer Haywood，1949年4月22日—），美国NBA联盟前职业篮球运动员。他在1971年的NBA选秀中第2轮第30顺位被水牛城勇士选中。